# 特派幸福
《特派幸福》是2021年马来西亚奇幻迷你贺岁电视剧，八度空间原创强档作品。谢承伟、陈慧恬、许亮宇、林绿领衔主演。本剧于2021年1月8日在八度空间首播，每逢周五晚上9点播出，共6集。
本剧以4个单元故事串联，讲述四个不同法力的天使，下凡帮助人达成愿望的故事。本剧是八度空间2021年贺岁剧之一。

## 播出时间

### 首播
| 频道     | 所在地   | 播放日期      | 首播時间               |
| -------- | -------- | ------------- | ---------------------- |
| 八度空间 | 马来西亚 | 2021年1月8日  | 每逢星期五 9:00-9:30pm |
| Youtube  | Youtube  | 同步官方播出  | 同步官方播出           |
| Tonton   | 马来西亚 | 2022年12月1日 | 更新一集，重温节目     |

### 重播
| 频道     | 所在地   | 播放日期      | 重播時间               |
| -------- | -------- | ------------- | ---------------------- |
| 八度空间 | 马来西亚 | 2021年1月13日 | 每逢星期一 6:00-6:30pm |
| 八度空间 | 马来西亚 | 2021年4月11日 | 每逢星期日6:00-6:30pm  |

## 故事概要
故事講述在一座願望小森林中，人間值得被實現的願望會在此綻放成彩虹般美麗的花—— “七色堇”。每当七色堇盛放，森林守護者和一群小天使便展開任務，下凡幫助許願者完成心願。有4位小天使接收到“七色堇”任務，他們分別是“樂天使”鄭能量（謝承偉 飾）、“味天使”郝味道（陳慧恬 飾）、“夢天使”孟辰真（許亮宇 飾）及“美天使”靚靚（林綠 飾）；4人各有法力，各有神通，必须帮忙实现愿望，以便成功升级。

### 单元一～樂天使撮合有情人
- 庞捷忆 饰 許如意
- 李伟燊 饰 萬順利
- 郭曉東 饰 阿 哲

“希望許如意能得到幸福”是萬順利许下的願望，他一直都默默守護如意，希望撮合許如意給溫文儒雅的阿哲。樂天使鄭能量接到任務自然是責無旁貸，於是決定在萬興茶室工作，近水樓台，完成任務指日可待。

### 单元二～味天使培養絕世廚神
- 萧丽玲 饰 方欣愉
- 林奕廷 饰 徐妈妈
- 彭俊鴻 饰 徐天佑

味天使郝味道是個能讓任何食物都變美味的天使。來到人間，她的任務是要讓欣愉和家婆的關系變好，關係要變好就只有一個方法：讓欣愉變成絕世廚神！煮一頓好吃的飯給家婆吃。但難題就在於，欣愉是個廚房殺手。郝味道能讓食物變好吃，可是無法在短時間內讓廚藝白癡的欣愉煮出好料理！本來打算要偷步完成任務，還要在最後一秒鐘出了岔子。面對著一堆爛攤子，意想不到的事，欣愉卻不偏不倚地成功讓食物變成“好吃”？

### 单元三～夢天使入夢出任務
- 張家霓 饰 蔡筱瑄
- 张顺源 饰 蔡爸爸
- 小玉 饰 蔡妈妈

“我想要媽媽”是筱瑄的心願，個性本來就內斂的夢天使孟辰真面對著這個7歲的小女生純真的願望，總不能告訴她說“不行哦，你的媽媽已經去世了”吧。孟辰真還沒想到要怎樣“把媽媽變出來”，只能見步行步地先進入筱瑄的夢鄉。

### 单元四～美天使開解中女心
- 原腾 饰 言思凱
- 罗忆诗 饰 吴凱芝

美天使靚靚一直都認為只要人的外貌夠“美”就能順順利利，一直到她收到思凱“希望完成和女友凱芝的求婚”心願時，才赫然發現人的“美麗”和“心態”是有直接關系的。凱芝並不是不“美”，只是一直礙於思凱比自己小5年而越來越沒有自信，覺得“美麗大過天”的靚靚天使要怎麽樣解決這個超出她的認知範圍的難題呢？

## 演员阵容

### 主要演员
| 演员         | 角色          | 介绍 |
| 谢承伟       | 樂天使 鄭能量 | 个性爱耍小聪明，凡是希望有捷径，但是却还是不屈不挠地完成任务。可以有能力让人们增添能量，露出笑容，凡事接触到水的东西他也有一定的能量。 性格：开朗 法力： → 笑容极具感染力 → 操控水 法宝→水壶                                |
| 林征宏(童年) | 樂天使 鄭能量 | 个性爱耍小聪明，凡是希望有捷径，但是却还是不屈不挠地完成任务。可以有能力让人们增添能量，露出笑容，凡事接触到水的东西他也有一定的能量。 性格：开朗 法力： → 笑容极具感染力 → 操控水 法宝→水壶                                |
| 陈慧恬       | 味天使 郝味道 | 能够把一切的食物变好吃。个性跳跃，无拘无束，只要有吃的，一切都可以解决。在进行自己的任务时，阴差阳错魔法无法使出，结果却因为真的“用心”而弥补了缺失。 性格：开朗、大剌剌 法力： → 让食物变成美味佳肴 法宝→福袋               |
| 许亮宇       | 夢天使 孟辰真 | 只要有人送礼物给他，他就可以进入送礼的人的梦，编造出他主导的梦境。个性沉默寡言，因为总觉得自己的天使力不如其他天使般实际，后来才慢慢理解到自己的使命，努力完成任务。 性格：沉默寡言、有些内向 法力： → 入梦造梦 法宝→毛球笔 |
| 官佳贤(童年) | 夢天使 孟辰真 | 只要有人送礼物给他，他就可以进入送礼的人的梦，编造出他主导的梦境。个性沉默寡言，因为总觉得自己的天使力不如其他天使般实际，后来才慢慢理解到自己的使命，努力完成任务。 性格：沉默寡言、有些内向 法力： → 入梦造梦 法宝→毛球笔 |
| 林绿         | 美天使 靚 靚  | 拥有把人变美的能力。个性自负高调，因为觉得美可以解决一切问题。在为自己的对象完成愿望时，才发现外表和人心无法切割，对美的定义，有更深一层的领悟。 性格： 法力： → 让人的外貌变美丽 法宝→镜子与化妆粉刷                       |
| 陈慧欣(童年) | 美天使 靚 靚  | 拥有把人变美的能力。个性自负高调，因为觉得美可以解决一切问题。在为自己的对象完成愿望时，才发现外表和人心无法切割，对美的定义，有更深一层的领悟。 性格： 法力： → 让人的外貌变美丽 法宝→镜子与化妆粉刷                       |

### 其他演员
| 演员 | 角色       | 介绍 |
| 王骏 | 森林守護者 |      |

## 赞助
| 頻道     | 節目名稱 | 冠名贊助廠商      | 開始日期     | 結束日期      |
| -------- | -------- | ----------------- | ------------ | ------------- |
| 八度空间 | 特派幸福 | PolidentSensodyne | 2021年1月8日 | 2021年2月12日 |

## 電視劇歌曲
| 曲序 | 曲目               |        | 作曲          | 编曲   | 演唱                          |
| ---- | ------------------ | ------ | ------------- | ------ | ----------------------------- |
| 1.   | 幸福特派（主题曲） | 罗忆诗 | 吴以健/罗忆诗 | 陈韦汐 | 许亮宇、陈慧恬、 谢承伟、林绿 |

## 注明
1. ↑  . 中國報.   [2021-01-28]. （原始内容存档于2021-02-04）.
2. ↑  . 东方日报. 2020-12-27. （原始内容存档于2021-02-01）.
3. ↑  . Viral Cham. 2020-11-09  [2020-12-27]. （原始内容存档于2020-11-24）.
4. ↑  . Youtube. （原始内容存档于2021-02-01）.
5. ↑  .   [2024-03-17]. （原始内容存档于2024-01-07）.

## 电视节目的变迁
- 关于马来西亚华语电视剧列表，参见首要媒体剧集列表。

| 马来西亚 八度空间 原创强档 星期五 21:00 - 21:30 | 马来西亚 八度空间 原创强档 星期五 21:00 - 21:30 | 马来西亚 八度空间 原创强档 星期五 21:00 - 21:30 |
| ----------------------------------------------- | ----------------------------------------------- | ----------------------------------------------- |
|                                                 | 特派幸福 （2021-01-08 - 2021-02-12）            |                                                 |
| —                                               | —                                               |                                                 |